# Watching the Wheels
"Watching the Wheels" är en musiksingel från 1981 av John Lennon. Singeln släpptes postumt ett år efter det att Lennon mördades. Den var Lennon och Yoko Onos tredje och sista singel från albumet Double Fantasy; den nådde en tiondeplats på singellistan i USA.

## Coverversioner
Låten tolkades av Gwen Guthrie 1992.
Låten tolkades av Matisyahu 2007 till välgörenhetsalbumet Instant Karma: The Amnesty International Campaign to Save Darfur.
Låten tolkades av Charly Garcia 2007.